# 総実体

数体 K = Q(√2) は R の部分体であり、K の C への2つの埋め込みは K の各元を R の元へと写すから、K は総実である。

数論において、代数体 K が総実（そうじつ、英: totally real）であるとは、K の複素数体への各埋め込みに対し、その像が実数体に含まれることをいう。同値な条件は、すべての根が実であるような整数多項式のある1つの根によって、K が Q 上生成されることである。あるいは、K を Q 上 R とテンソルした代数が R のコピーの直積になることである。
例えば、Q 上次数が 2 の二次体 K は、正あるいは負のどちらの数の平方根が Q に添加されたかに応じて、実数体の部分体（このとき総実）あるいは虚数を含む体となる。三次体の場合には、Q 上既約な三次の整数多項式 P は少なくとも1つの実根を持つ。P が1つの実根と2つの虚根を持つならば、その実根を添加することによって定義される Q の三次拡大は、実数体の部分体であるにもかかわらず、総実ではない。
総実体は代数的整数論において重要で特別な役割を果たす。Q のアーベル拡大は総実であるか、あるいは総実な部分体を含みこの部分体上2次拡大である。
有理数体上ガロワな任意の数体は総実であるかまたは総虚でなければならない。